# Dictyla ehrethiae
Dictyla ehrethiae är en insektsart som först beskrevs av Gibson 1917.  Dictyla ehrethiae ingår i släktet Dictyla och familjen nätskinnbaggar. Inga underarter finns listade i Catalogue of Life.